# 2073 (pel·lícula)
2073 és una pel·lícula britànica de ciència-ficció docudrama de 2024 dirigida per Asif Kapadia. Ambientada en un futur distòpic, la pel·lícula està inspirada en el llargmetratge de Chris Marker de 1962 La Jetée, que segueix un viatger del temps que arrisca la seva vida per canviar el curs de la història i salvar el futur de la humanitat.
El documental es va estrenar fora de competició a la 81a Mostra Internacional de Cinema de Venècia el 3 de setembre de 2024.

## Repartiment
- Samantha Morton[4]
- Naomi Ackie
- Hector Hewer
- Maria Ressa
- Carole Cadwalladr
- Rana Ayyub Ben Rhodes
- Rahima Mahmut
- Silkie Carlo
- Cori Crider
- George Monbiot
- Nina Schick
- Douglass Rushkof
- Carmody Grey
- Tristan Harris
- James O’Brien
- Anne Applebaum
- Antony Lowenstein

## Producció
El setembre de 2022, es va informar que Neon, Double Agent i Film4 cofinançaran i actuaran com a productor executiu de la pel·lícula amb Kapadia i George Chignell produint-la. Mentre que Davis Guggenheim, Nicole Stott i Jonathan Silberberg actuen com a productors executius de Concordia Studio al costat de Left Handed Films de Riz Ahmed.

## Estrena
2073 2073 es va estrenar com a part del 'Fora de Competició - No Ficció' al 81è Festival Internacional de Cinema de Venècia. Es va projectar per primera vegada el 3 de setembre de 2024 a la Sala Grande. També es va presentar a la secció "Strands: Debate" del 2024 BFI London Film Festival el 16 d'octubre de 2024.
La pel·lícula va competir al LVII Festival Internacional de Cinema Fantàstic de Catalunya a la secció 'Competició Oficial Fantàstic'. Es va projectar l'11 d'octubre de 2024. La pel·lícula va ser estrenada al Regne Unit per Neon el 27 de desembre de 2024

## Recepció
Al lloc web de l'agregador de ressenyes Rotten Tomatoes, el 50% de les 40 crítiques són positives, amb una valoració mitjana de 5,8/10 Metacritic, que utilitza una mitjana ponderada, va assignar a la pel·lícula una puntuació de 52 sobre 100, basada en 10 crítics, indicant crítiques "mixtes o mitjanes"
Peter Bradshaw de The Guardian va puntuar la pel·lícula amb 3 estrelles sobre 5 i va escriure: "2073 és sens dubte un crit de ràbia rellevant contra les forces autoritàries que desposseeixen la nostra democràcia i el nostre entorn, i la ingenuïtat insulsa i complaent que està deixant que això passi."
Lee Marshall, fent una ressenya positiva per a Screen Daily, va escriure: "L'alternança entre insercions de documentals i superestructura de ciència-ficció funciona? No sempre... Però Kapadia i el seu coescriptor Tony Grisoni semblen entendre que l'audiència colpejada només pot suportar tant de desplaçament cinematogràfic."
Monica Castillo escriu a RogerEbert.com: "Utilitzant diferents casos pràctics d'arreu del món, Kapadia ja veu en les obres indicis del nostre camí cap a la ruïna, mostrant sense vergonya la brutalitat i la violència del que ha passat com a precursor del que serà...'2073' és un videoassaig elegant dins de les trames d'una pel·lícula de ciència-ficció, però no hi ha prou narrativa per captar el públic, però no hi ha prou narrativa per captar el públic més enllà del terrorífic".
Matthew Carey de Deadline Hollywood amb una crítica positiva, va escriure: "Hi ha una plausibilitat inquietant al docudrama del director Asif Kapadia 2073". Va concloure la ressenya amb una cita de la pel·lícula: "Això no és ficció. Això no és un documental. Això és una advertència."
Robbie Collin per The Daily Telegraph va puntuar la pel·lícula amb 2 estrelles sobre 5 i va escriure: "La idea d'una pel·lícula com a advertència del futur és prometedora, però 2073 sembla més una senyalització política per al present"
Roberto Oggiano en una ressenya al 2024 BFI London Film Festival per a Cineuropa va escriure: "La nova pel·lícula d'Asif Kapadia és un documental amb matisos apocalíptics que adopta un enfocament confús per combinar el passat, el present i el futur, la realitat i la ficció".
Davide Abbatescianni escrivint per New Scientist va subratllar com l'abast de la pel·lícula de Kapadia és "massa ampli" i simplifica massa qüestions complexes. Va afegir: "Tot i que els fets individuals citats sovint són correctes, la manera com estan vinculats pot semblar vagament a les obres on donar llum a qüestions globals es converteix en una plataforma per aprofundir en les teories de la conspiració".
La periodista de The Guardian Carole Cadwalladr, que apareix a la pel·lícula, cobreix el seu context. Descriu com les experiències del director Kapadia que va créixer a Hackney, que va ser col·locat en una llista de seguiment dels Estats Units i l'observació de periodistes que s'oposen als règims repressius actuals probablement han influït en la pel·lícula.

### Reconeixements
| Premi                        | Data                 | Categoria         | Receptor | Resultat | Ref.   |
| ---------------------------- | -------------------- | ----------------- | -------- | -------- | ------ |
| Festival de Cinema de Sitges | 13 d'octubre de 2024 | Millor pel·lícula | 2073     | Nominat  | [ 23 ] |